# Seychelles en los Juegos Paralímpicos de Barcelona 1992
Seychelles estuvo representado en los Juegos Paralímpicos de Barcelona 1992 por dos deportistas masculinos. El equipo paralímpico seychellense no obtuvo ninguna medalla en estos Juegos.